# 마카리오 사카이

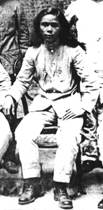

마카리오 사카이(Macario Sakay, 1870년 3월 1일 - 1907년 1월 9일)는 필리핀의 독립운동가이자 정치인이다. 에밀리오 아기날도가 투항한 후 카티푸난을 이끌고 항전을 계속하였다.
에밀리오 아기날도, 미구엘 말바르가 사로잡힌 뒤에도 마카리오 사카이의 지휘하에 일부 필리핀 애국자들이 저항을 계속하면서 심지어 마닐라 근처의 시에라 마드레에 본부를 둔 '타갈로그 공화국'을 재건하였다. 1902년 5월 6일부터 1906년 7월 14일까지 카타갈루간 공화국의 대통령이며, 필리핀 임시 혁명정부의 4번째 대통령이었다.

## 생애
1902년 미구엘 말바르가 사로잡히자 카티푸난의 새 지도자이자 카타갈루간 공화국의 대통령이며, 필리핀 임시 혁명정부의 4번째 대통령으로 취임하였다. 에밀리오 아기날도, 미구엘 말바르가 사로잡힌 뒤에도 전투는 계속되었지만 미군 당국은 나머지 유격대들을 도적으로 간주했다. 시메온 올라가 이끌던 1,000여 명의 게릴라들은 1903년말까지 필리핀 각지에서 투쟁했고, 필리핀의 중부에서는 마카리오 사카이와 프란시스코 카레온 마르코스가 지휘하는 군대가 1906년까지 저항을 계속했다.
1904년 사마르에서 미국 총독부에 대한 마지막 조직적 저항을 개시했다. 평화로운 마을을 불사르는 등의 혼란을 틈타 봉기를 계속했지만, 봉기자들의 전술은 실패했다.미국과의 항전 중 1906년 7월에 체포되어 이듬해 1월에 처형당했다.

## 같이 보기
- 필리핀의 대통령 목록
- 카타갈루간